# Зрадник раси
Зрадник раси (расовий зрадник) — це принизливий термін для особи, яку сприймають як таку, що підтримує погляди, котрі, як вважається, суперечать передбачуваним інтересам або добробуту власної раси цієї особи. Наприклад, одну або обидві сторони міжрасових відносин можна охарактеризувати як «расових зрадників». Цей термін є джерелом назви щоквартального журналу Race Traitor, заснованого в 1993 році.
Під час апартеїду в Південній Африці, у котрій біла меншість мала виключну політичну владу, білі активісти проти апартеїду описувалися урядом як «зрадники».
Томас Мейр, який у 2016 році вбив британську депутатку Джо Кокс, вважав Кокс «зрадницею» білої раси. Мейр також публікував листи з критикою «білих лібералів і зрадників» у Південній Африці, яких він назвав «найбільшим ворогом старої системи апартеїду». Після звинувачення у вбивстві Кокс під час судового засідання він сказав, що його ім'я «Смерть зрадникам, свобода Британії».

### Схожі терміни, поширені в Україні
- Кацапи
- Ватники
- Рашисти
- Колоради
- Совки
- Homo Sovieticus
- Москалі
- Малороси
- Рагулі

### Схожі терміни, поширені у світі
- Антинімці[en]
- Колоризм
- Чинільпа
- Класовий зрадник
- Куксервативний
- Ханьджень[en]
- Малінчизм
- Расове осквернення[en]
- Тусовщиця в саронгу[en]
- Єврейська самоненависть[en]
- Шонінізм[en]
- Синдром дядька Тома[en]
- Західний бріт[en]
- Білий ніґґер[en]
- Віґґер